# دوري ساموا لكرة القدم 2007
دوري ساموا لكرة القدم 2007 هو موسم من دوري ساموا لكرة القدم. فاز فيه Cruz Azul (Samoa) ‏.